# Oude en jonge arbeider
De Oude en jonge arbeider is een artistiek kunstwerk in Amsterdam-West.
In 1956 vierde het Nederlands Verbond van Vakverenigingen (NVV) haar vijftigjarig bestaan. Zij gaf vervolgens opdracht aan beeldhouwer Han Wezelaar om een beeld te maken ter gelegenheid van die verjaardag. Het zou deel uitmaken van een uitgebreid aantal beelden dat het NVV bij diverse kunstenaars bestelde. Wezelaar kwam met een beeld met twee mannen; één met een klinkhamer en één met een jas losjes over de schouder.
De onthulling van de Oude en jonge arbeider vond echter pas plaats op 2 mei 1960
Het beeld kwam te staan tussen twee bouwblokken aan de Hoofdweg. De twee mannen lopen richting Amsterdam Nieuw-West waar toen grote stadsuitbreidingen plaatsvonden (tuinsteden van de toekomst). De Gemeente Amsterdam, die het in 1960 cadeau kreeg van het NVV, was nog op zoek naar een betere plek dan tegenover het GAK-gebouw, maar ook in 2022 staat het beeld nog tussen de bouwblokken.  Het Parool gaf aan dat de tijd van de "gedrongen arbeiders" (stoere werker) van Hildo Krop voorbij waren; de nieuwe arbeider was “gewoon arbeider”. 
Het beeld is in de grondplaat gesigneerd en ook de naam van de gieterij Binder-Schmidt is te lezen in die grondplaat.

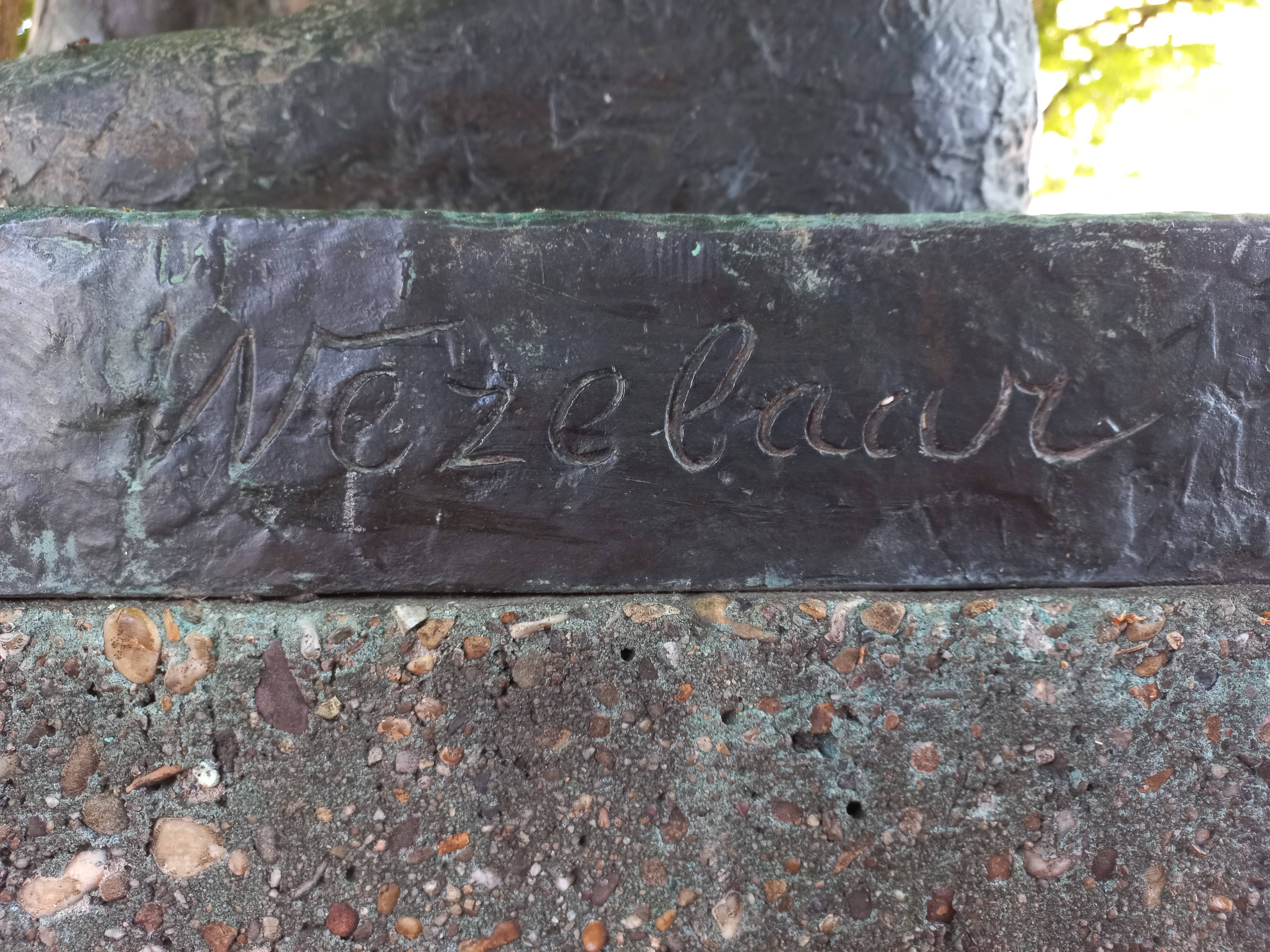
Wezelaar (juli 2022)

.